# Lijst van spelers van het Cypriotische voetbalelftal
Deze lijst van spelers van het Cypriotische voetbalelftal geeft een overzicht van alle voetballers die minimaal twintig interlands achter hun naam hebben staan voor Cyprus. Vetgedrukte spelers zijn in 2016  nog voor de nationale ploeg in actie geweest.

## Overzicht
- Bijgewerkt tot en met WK-kwalificatiewedstrijd tegen  Gibraltar op 13 november 2016

| Naam speler                | Debuut | Laatst | Interlands | Goals |
| -------------------------- | ------ | ------ | ---------- | ----- |
| Yiannakis Okkas            | 1997   | 2011   | 103        | 27    |
| Konstandinos Charalambides | 2003   | 2016   | 86         | 12    |
| Michalis Konstandinou      | 1998   | 2012   | 85         | 31    |
| Pambos Pittas              | 1987   | 1999   | 82         | 7     |
| Constantinos Makrides      | 2004   | 2016   | 77         | 5     |
| Nikos Panayiotou           | 1994   | 2006   | 74         | 0     |
| Chrysis Michael            | 2000   | 2011   | 69         | 7     |
| Elias Charalambous         | 2002   | 2016   | 69         | 0     |
| Gheorghios Theodotou       | 1996   | 2008   | 69         | 0     |
| Yiannakis Yiangoudakis     | 1980   | 1994   | 66         | 1     |
| Marinos Satsias            | 2000   | 2011   | 65         | 0     |
| Antonis Georgalides        | 2005   | 2016   | 64         | 0     |
| Efstahious Aloneftis       | 2005   | 2016   | 62         | 10    |
| Yiasemis Yiasemakis        | 1998   | 2009   | 62         | 7     |
| Marios Charalambous        | 1991   | 2002   | 60         | 2     |
| Marios Nikolaou            | 2007   | 2016   | 54         | 1     |
| Marios Elia                | 2003   | 2011   | 50         | 2     |
| Dimitris Ioannou           | 1991   | 2001   | 50         | 3     |
| Nikos Pantziaras           | 1975   | 1987   | 48         | 1     |
| George Savvides            | 1982   | 1995   | 46         | 2     |
| Panayiotis Engomitis       | 1994   | 2003   | 44         | 7     |
| Giannos Ioannou            | 1991   | 1999   | 43         | 6     |
| Kostas Malekkos            | 1992   | 2002   | 43         | 4     |
| Dimitris Christofis        | 2008   | 2014   | 41         | 6     |
| Neophytos Larkou           | 1991   | 1997   | 41         | 2     |
| Andros Sotiriou            | 1991   | 1999   | 39         | 8     |
| Floros Nikolaou            | 1985   | 1992   | 39         | 2     |
| Alexandros Garpozis        | 2003   | 2011   | 39         | 1     |
| Kostas Konstandinou        | 1990   | 1997   | 39         | 1     |
| Giorgios Christodolou      | 1987   | 1999   | 39         | 0     |
| Marios Agathokleous        | 1994   | 2003   | 38         | 9     |
| Nikodemus Papavassiliou    | 1990   | 1999   | 38         | 5     |
| Sinisa Gogic               | 1994   | 1999   | 37         | 8     |
| Kostas Miamiliotis         | 1981   | 1990   | 37         | 2     |
| Marios Christodoulou       | 1996   | 2003   | 36         | 3     |
| Georgios Efrem             | 2009   | 2016   | 36         | 3     |
| Stephanos Michael          | 1969   | 1978   | 35         | 4     |
| Stelios Okkarides          | 2002   | 2009   | 35         | 2     |
| Jason Demetriou            | 2009   | 2016   | 35         | 1     |
| Lambros Lambrou            | 1997   | 2008   | 35         | 0     |
| Kostakis Kosta             | 1991   | 1999   | 34         | 2     |
| Nektarios Alexandrou       | 2006   | 2016   | 34         | 0     |
| Vassos Melanarkitis        | 1997   | 2002   | 33         | 2     |
| Andreas Stylianou          | 1963   | 1975   | 33         | 1     |
| Georgios Merkis            | 2008   | 2016   | 33         | 1     |
| Paraskevas Christou        | 2007   | 2011   | 31         | 0     |
| Andreas Avraam             | 2008   | 2013   | 29         | 5     |
| Nikos Nikolaou             | 1999   | 2006   | 29         | 1     |
| Klitos Erotokritou         | 1980   | 1986   | 29         | 0     |
| Akis Ioakim                | 1998   | 2003   | 28         | 3     |
| Sinisa Dobrasinovic        | 2009   | 2014   | 28         | 1     |
| Andreas Konstantinou       | 1973   | 1985   | 27         | 0     |
| Vincent Laban              | 2012   | 2016   | 27         | 2     |
| Loukas Hatziloukas         | 1991   | 1997   | 26         | 4     |
| Nestoras Mytidis           | 2011   | 2016   | 25         | 4     |
| Evagoras Hristofi          | 1985   | 1994   | 25         | 1     |
| Marios Tsingis             | 1979   | 1989   | 25         | 1     |
| Petros Konnafis            | 2000   | 2003   | 25         | 0     |
| Pamboulis Papadapoulos     | 1965   | 1979   | 24         | 2     |
| Pavlos Savva               | 1986   | 1992   | 24         | 1     |
| Giannos Kalotheou          | 1988   | 1995   | 24         | 0     |
| Loizos Mavroudis           | 1977   | 1987   | 24         | 0     |
| Pampis Andreou             | 1992   | 1997   | 23         | 2     |
| Fanis Theofanous           | 1978   | 1984   | 23         | 2     |
| Kostas Kaiafas             | 1997   | 2004   | 23         | 1     |
| Dosa Junior                | 2012   | 2016   | 23         | 1     |
| Michalis Morfis            | 2001   | 2011   | 22         | 0     |
| Giorgios Pantziaras        | 1976   | 1989   | 22         | 0     |
| Christakis Marangos        | 2005   | 2013   | 22         | 0     |
| Milenko Spolarits          | 1997   | 2001   | 21         | 8     |
| Loukas Louka               | 1999   | 2007   | 21         | 0     |
| Stefanos Lysandrou         | 1974   | 1982   | 20         | 2     |
| Stavros Stylianou          | 1972   | 1977   | 20         | 1     |
| Andreas Kanaris            | 1973   | 1980   | 20         | 0     |
| Kallis Konstantinou        | 1970   | 1977   | 20         | 0     |
| Kyriakos Koureas           | 1966   | 1975   | 20         | 0     |
| Nicolas Georgiou           | 1997   | 2004   | 20         | 0     |

KOP · A-internationals · Bondscoaches · Statistieken · Cypriotisch vrouwenelftal · Cyprus U21 · Cyprus U20 · Cyprus U19 · Cyprus U18 · Cyprus U17 · Cyprus U16
1960 – 1969 · 
1970 – 1979 · 
1980 – 1989 · 
1990 – 1999 · 
2000 – 2009 · 
2010 – 2019 ·
2020 − 2029
1960 · 
1961 · 
1962 · 
1963 · 
1964 · 
1965 · 
1966 · 
1967 · 
1968 · 
1969 · 
1970 · 
1971 · 
1972 · 
1973 · 
1974 · 
1975 · 
1976 · 
1977 · 
1978 · 
1979 · 
1980 · 
1981 · 
1982 · 
1983 · 
1984 · 
1985 · 
1986 · 
1987 · 
1988 · 
1989 · 
1990 · 
1991 · 
1992 · 
1993 · 
1994 · 
1995 · 
1996 · 
1997 · 
1998 · 
1999 · 
2000 · 
2001 · 
2002 · 
2003 · 
2004 · 
2005 · 
2006 · 
2007 · 
2008 · 
2009 · 
2010 · 
2011 · 
2012 · 
2013 ·
2014 ·
2015 ·
2016 ·
2017 ·
2018 ·
2019 ·
2020 ·
2021 ·
2022
Albanië ·
Andorra ·
Armenië ·
Azerbeidzjan ·
België ·
Bosnië en Herzegovina ·
Bulgarije ·
Canada ·
Denemarken ·
Duitsland ·
Engeland ·
Estland ·
Faeröer ·
Finland ·
Frankrijk ·
Georgië ·
Gibraltar · 
Griekenland ·
Hongarije ·
Ierland ·
IJsland ·
Irak ·
Iran ·
Israël ·
Italië ·
Japan ·
Joegoslavië ·
Jordanië ·
Kazachstan ·
Koeweit ·
Kosovo ·
Kroatië ·
Letland ·
Libanon ·
Litouwen ·
Luxemburg ·
Malta ·
Moldavië ·
Montenegro ·
Nederland ·
Noord-Ierland ·
Noord-Macedonië ·
Noorwegen ·
Oekraïne ·
Oostenrijk ·
Polen ·
Portugal ·
Roemenië ·
Rusland ·
San Marino ·
Saoedi-Arabië ·
Schotland ·
Servië ·
Slovenië ·
Slowakije ·
Sovjet-Unie ·
Spanje ·
Syrië ·
Tsjechië ·
Tsjecho-Slowakije ·
Wales ·
Wit-Rusland ·
Zweden ·
Zwitserland